# Joseph Pschorr (Brauer, 1770)

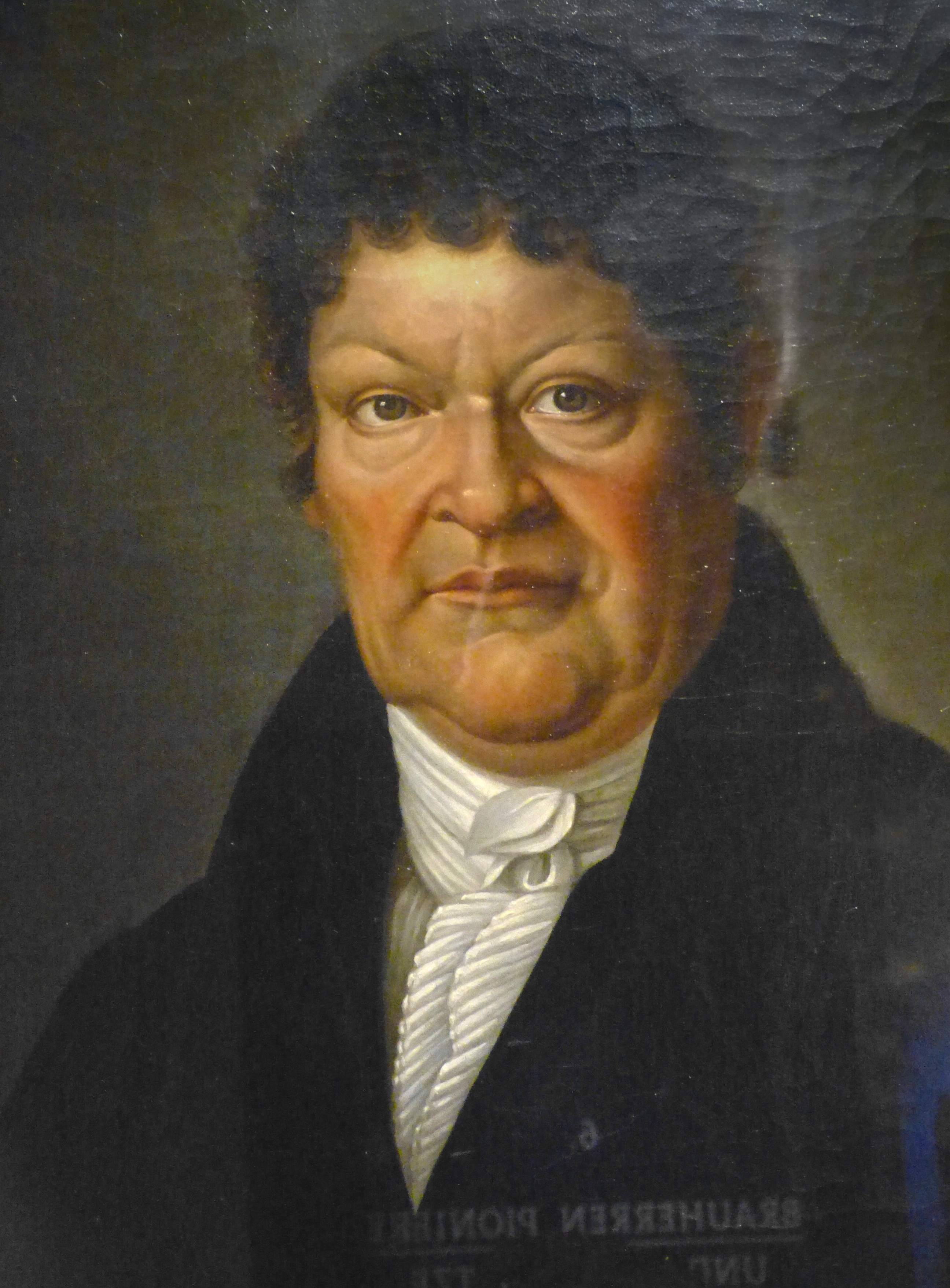
Joseph Pschorr

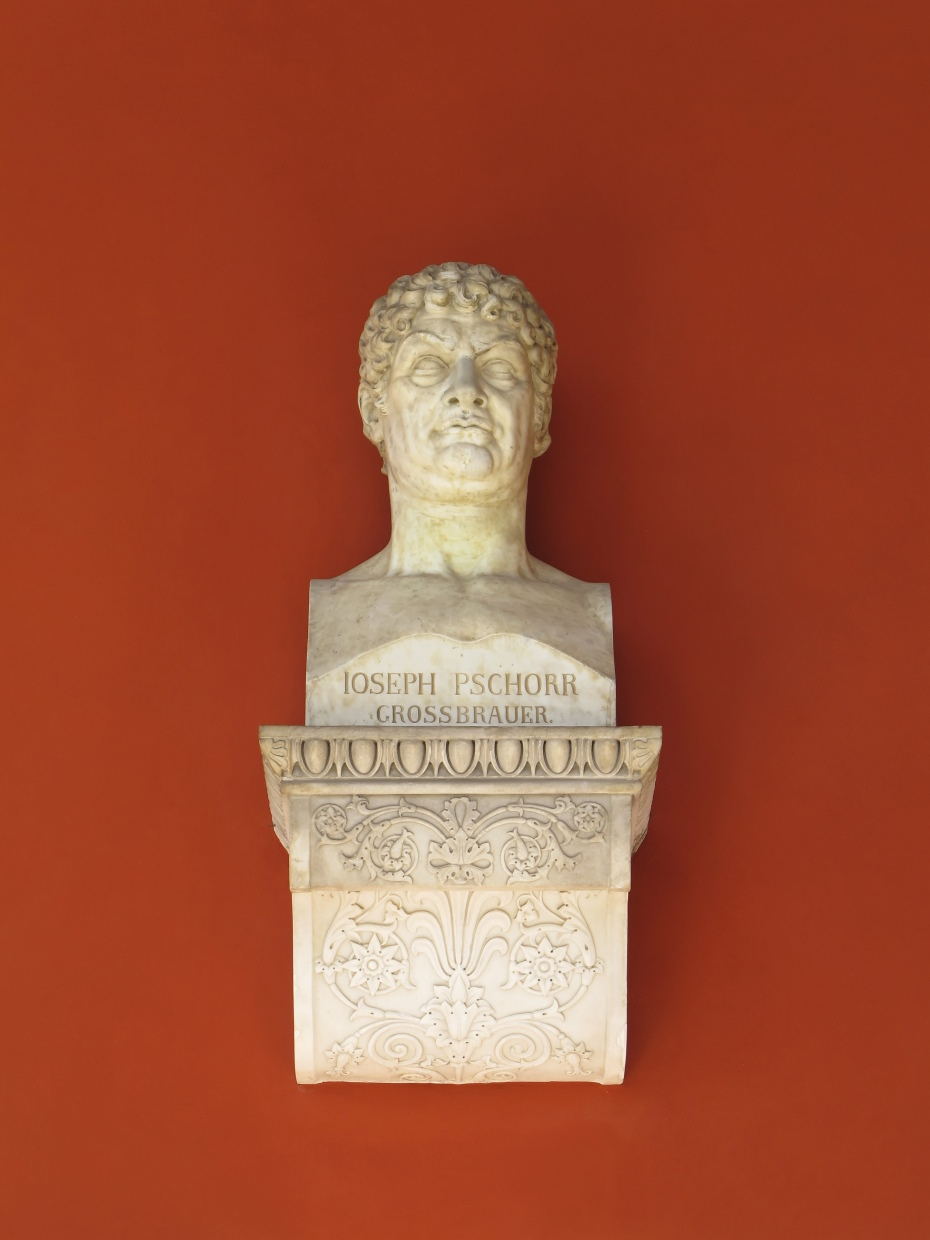
Büste von Joseph Pschorr in der Münchener Ruhmeshalle

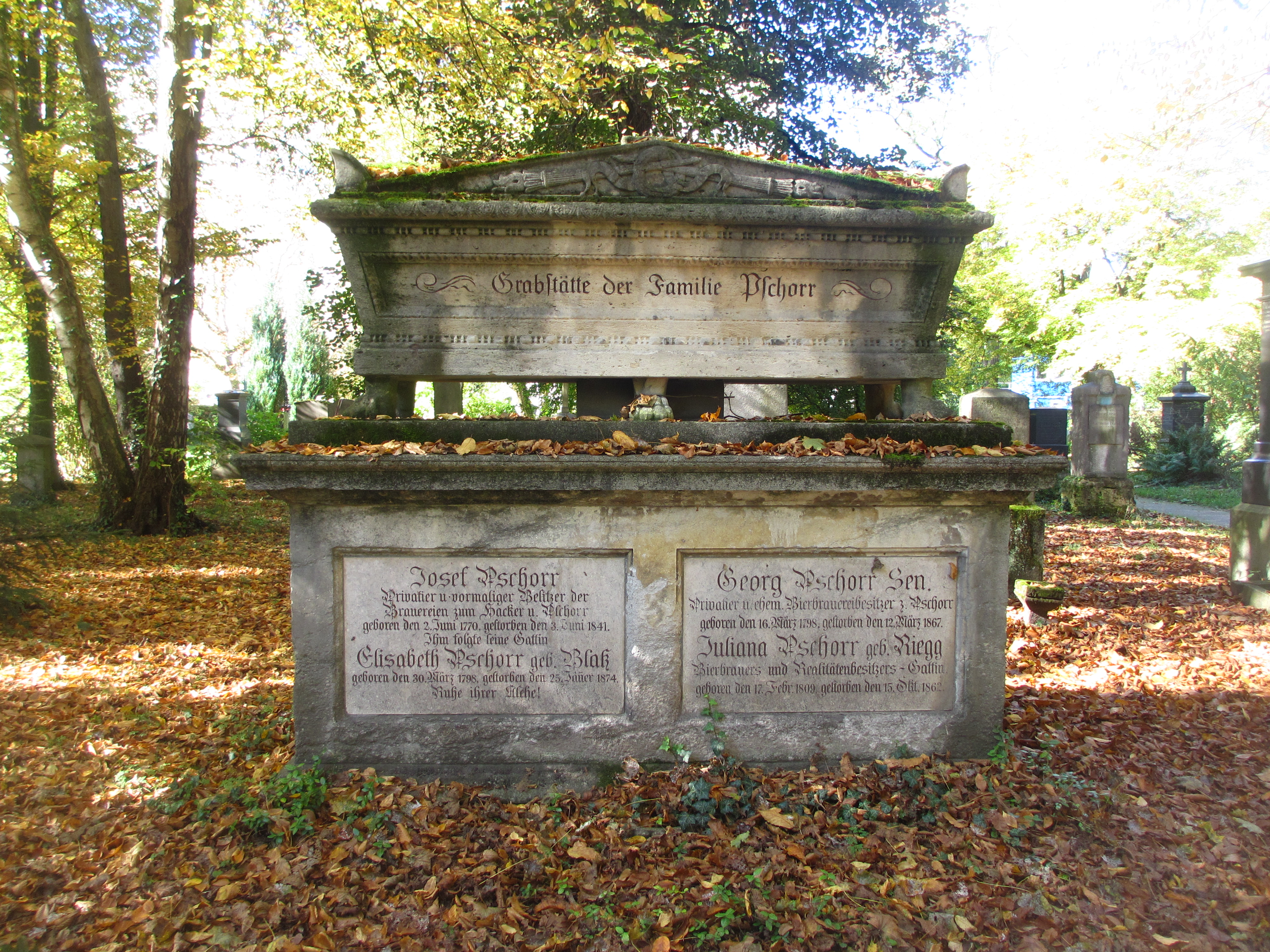
Grab von Joseph Pschorr auf dem Alten Südlichen Friedhof in München

Joseph Pschorr (* 2. Juni 1770 in Kleinhadern, am Spitzweghof heute auch Stürzerhof, heute zur Stadt München gehörig; † 3. Juni 1841 in München) war ein deutscher Unternehmer und eine „Brauerei-Ikone“.

## Leben
Joseph Pschorr, Sohn der Bauersleute Johann Pschorr und Theresia Haberl, bekam mit 15 Jahren die Erlaubnis des Vaters zu einer Brauerlehre in München. Diese absolvierte er beim Oberkandler-Bräu. Der Brauknecht Pschorr heiratete 1793 in München Maria Theresia Hacker (1772–1800) und kaufte von seinem Schwiegervater Peter-Paul Hacker die Hacker-Brauerei in München für 34.000 Gulden. Durch den Bau eines riesigen Lagerkellers gelang es ihm, das Bier auch im Sommer frisch zu halten, wodurch es erstmals ganzjährig gelagert werden konnte. Joseph Pschorr kaufte 1820 die Brauerei „Zum Bauernhansl“ und gründete die „Hacker-Pschorr-Brauerei“, die er zur beliebtesten Brauerei Münchens nach seiner eigenen Hacker-Brauerei führte.
Nach seinem Tod wurden die Brauereien von seinen Söhnen Georg Pschorr (1798–1867) und Matthias Pschorr senior (1800–1879) weitergeführt.

## Grabstätte
Die Grabstätte von Joseph Pschorr befindet sich auf dem Alten Südlichen Friedhof in München (Gräberfeld 9 – Reihe 1 – Platz 6/9) Standort.

## Sonstiges
- Als einziger Brauer wird Joseph Pschorr in der Ruhmeshalle an der Bavaria durch eine Büste gewürdigt.
- Die Tochter seines Sohnes Georg, Josephine Pschorr (1838–1910) heiratete 1863 den Hornisten Franz Joseph Strauss. Beider Sohn war der berühmte Komponist Richard Strauss.
- Im Zentrum Münchens wurde an der Stelle des abgerissenen Kaufhauses Karstadt am Dom das nach Pschorr benannte Joseph-Pschorr-Haus errichtet, das nach über dreijähriger Bauzeit am 10. Oktober 2013 eröffnet wurde.
- An seinem Geburtsort, dem Spitzweghof in Hadern (auch Stürzerhof), ist Münchens erste Bio-Brauerei "Haderner Bräu" beheimatet.[2]